# 霍夫德冰川
霍夫德冰川是南極洲的冰川，位於普里茲灣東南岸，處於布拉特濱海陡崖以西和阿曼達灣以東，該冰川由挪威探險隊繪入地圖。
69°15′S 76°55′E / 69.250°S 76.917°E